# فتح أباد (شورآب)
فتح أباد (بالفارسية: فتح‌آباد) هي قرية تقع في إيران في قسم شورآب الريفي. يقدر عدد سكانها بـ 107 نسمة .